# Grottazzolina
Grottazzolina (en dialecte : La Grotta) est une commune italienne d'environ 3 270 habitants, située dans la province de Fermo, dans la région Marches, en Italie centrale.

## Administration
| Période                                  | Période | Identité | Étiquette | Qualité |
| ---------------------------------------- | ------- | -------- | --------- | ------- |
|                                          |         |          |           |         |
| Les données manquantes sont à compléter. |         |          |           |         |

### Communes limitrophes
Belmonte Piceno, Fermo, Magliano di Tenna, Monte Giberto, Montottone, Ponzano di Fermo, Rapagnano